# Charles O'Neill
Charles O'Neill (Duntocher (West Dunbartonshire), 31 augustus 1882 – Quebec, 9 september 1964) was een Schots-Canadees componist, muziekpedagoog, militaire kapelmeester, organist en kornettist van Ierse afkomst.

## Levensloop
O'Neill kreeg al op jonge leeftijd pianoles. Na studies bij Albert Lister Peace in Glasgow orgel en muziektheorie bij Archibald Evans in Londen werd hij op 15-jarige leeftijd van 1897 tot 1901 organist in Grimsby in North East Lincolnshire waar hij ook als kornettist in het plaatselijke blaasorkest meewerkte. In 1901 vertrok hij naar Boston, in 1903 naar New York om in 1905 in Kingston solokornettist in de Royal Canadian Norse Artillery Band te worden. Met een studiebeurs van het "Canadian Department of National Defence" kwam hij in 1908 naar Groot-Brittannië terug om aan de Royal Military School of Music at Kneller Hall in Twickenham zich tot kapelmeester te laten opleiden. In 1909 behaalde hij zijn diploma aldaar en ging terug naar Canada. In 1910 werd hij opvolger van Joseph Vézina als kapelmeester van de "Royal Canadian Garrison Artillery Band" in Quebec. Gedurende deze periode studeerde hij verder compositie en muziektheorie privé bij Herbert Sanders in Ottawa en vervolgens aan de McGill-universiteit in Montreal. Aldaar behaalde hij in 1914 Bachelor of Music als een der eerste studenten aan deze universiteit die dit diploma behaalden. Tien jaar later voltooide hij zijn muziekstudies en promoveerde aan de McGill-universiteit tot Doctor of Music in compositie met zijn proefwerk, de cantate The Ancient Mariner, voor gemengd koor en orkest.
In 1922 werd hij dirigent van de militaire muziekkapel van het nieuw opgerichte Koninklijke 22e regiment, een functie die hij de volgende vijftien jaar behield. Dit militair orkest wist hij tot zeer hoog muzikaal peil te verheffen. In 1927 verzorgde het onder zijn leiding optredens tijdens de Canadian National Exhibition in Toronto. Hij dirigeerde ook de "Composite Permanent Force Band of Canada" tijdens de Canadian National Exhibition in 1930. Vanaf 1923 werkte hij regelmatig als jurylid tijdens de nationale wedstrijden, die eveneens gedurende de Canadian National Exhibition werden georganiseerd. In 1928 was hij naast John Philip Sousa en Edwin Franko Goldman jurylid tijdens de "US State and National Band Contests". Van 1935 tot 1937 was hij dirigent van het "Canadian Broadcasting Corporation Orchestra" in Quebec en fungeerde als gastdirigent in diverse steden in Canada en de Verenigde Staten. Een van de hoogtepunten van zijn dirigentencarrière was zonder twijfel een parade aan de spits van het Canadese Contingent tijdens de feestelijkheden van de kroning op 18 mei 1937 voor koning George VI van het Verenigd Koninkrijk in Londen. In 1933-1934 was hij voorzitter van de "American Bandmasters Association" (ABA) en van 1960 tot zijn dood erevoorzitter van de "Canadian Bandmasters Association" (CBA). Voor een bepaalde tijd in de jaren 1920 en 1930 was hij tweede voorzitter van het Dominion College of Music in Montreal.
In 1937 naam hij ontslag als dirigent van de muziekkapel van het Koninklijke 22e regiment en werd docent voor compositie en dirigeren aan de Crane School of Music van de State University of New York in Potsdam (New York). Van 1942 tot 1947 was hij hoofd van de muziekafdeling aan deze instelling. In 1948 ging hij terug naar Canada en werd docent voor muziektheorie en compositie aan het Royal Conservatory of Music (Toronto) The Glenn Gould School. In 1954 ging hij met pensioen en leefde tot aan zijn levenseinde als componist in Quebec.

## Composities

### Werken voor orkest
- 1945-1946 Prelude and Fuge in G
- 1958 An Irish fantasy

### Werken voor harmonieorkest
- 1908 Land of the Maple
- 1908-1910 Beaver
- 1914 Starlight Fantasy Overture
- 1930 Knight Errant, ouverture
- 1930 The Emblem, mars
- 1931 Nulli secundus, mars
- 1933 Silver Cord Overture
- 1933 Souvenir de Quebec, fantasie
- 1934 Remembrance
- 1937 Builders of Youth, ouverture
- 1937 Clair de Lune Entracte
- 1937 Mon Ami, mars
- 1939 The Three Graces Fox
- 1940 Alladin's Lamp, ouverture
- 1945 Nobility Overture
- 1947 Majesty Overture
- 1948 Fidelity march
- 1949 Sovereignty Overture
- 1956 Irish Rhapsody
- 1956 The RCMP March
- 1956 The Royal 22nd Regiment – Le Royale 22ième Régiment
- 1964 Encore Blues
- 1964 In April, ouverture
- Mlle Coquette Entracte
- Nonpareil
- Tout à Vous, serenade

### Cantates
- 1924 The Ancient Mariner, voor gemengd koor en orkest

### Vocale muziek

#### Werken voor koor
- 1940 Say Thou Dost Love Me, voor gemengd koor a capella – tekst: Elizabeth Barrett Browning

#### Liederen
- 1960 Sun of my Soul, voor zangstem en piano – tekst: John Keble
- The Foggy Dew, voor zangstem en harp

## Publicaties
- The military band as a distinct musical medium in: MCan, vol 10, Jan 1929.